# Dave Mason
Dave Mason (ur. 10 maja 1946 w Worcester) – brytyjski muzyk rockowy, wokalista, gitarzysta i poeta; znany przede wszystkim jako współzałożyciel i członek psychodelicznej grupy Traffic, później solowy wykonawca folk rockowy, autor kompozycji oraz poetyckich, refleksyjnych tekstów na temat życia, przemijania i znaczenia miłości. Ceniony także jako gitarzysta o charakterystycznym stylu gry i brzmieniu.

## Życiorys
W młodości uczył się gry na gitarze jako samouk. Początkowo działał w założonej przez siebie grupie The Jaguars, następnie dołączył do The Hellians oraz Deep Feeling, jednak pierwsze sukcesy zaczął osiągać podczas współpracy z blues-rockową formacją The Spencer Davis Group.
Od 1967 roku zaczął współtworzyć formację Traffic, odgrywając kluczową rolę w nagrywaniu dwóch pierwszych albumów formacji Dear Mr Fantasy (1967) oraz Traffic (1968). Mason dał się wówczas poznać jako najbardziej uzdolniony tekściarz w grupie, odpowiedzialny także za eksperymenty brzmieniowe i kompozycyjne.
Po opuszczeniu zespołu Mason rozpoczął współpracę muzyczną z Jimim Hendrixem, wykonując partię gitary akustycznej w coverze kompozycji Boba Dylana, All Along the Watchtower. W 1968 roku współpracował przy tworzeniu albumu grupy Family, Music in a Doll’s House, wtedy też zagrał anonimowo na albumie The Rolling Stones, Beggars Banquet. W latach 1968–1969 koncertował z Delaney and Bonnie and Friends, w 1970 wystąpił na albumie George’a Harrisona All Things Must Pass. Brał też udział we wczesnych sesjach formacji Derek and The Dominoes. Był producentem debiutanckiego albumu formacji Family. Od 1970 nagrywa albumy pod własnym nazwiskiem. W 1980 opublikował singel Save Me – w duecie z Michaelem Jacksonem. W pierwszej połowie lat 90 był członkiem Fleetwood Mac, z którą wydał album Time.
W ciągu swojej kariery współpracował z takimi muzykami, jak Paul McCartney, George Harrison, The Rolling Stones, Jimi Hendrix, Eric Clapton, Michael Jackson, David Crosby, Graham Nash, Steve Winwood, Fleetwood Mac, Delaney Bramlett i Cass Elliot. Wydał także szereg płyt solowych.

## Albumy studyjne
- Alone Together (1970)
- Dave Mason & Cass Elliot (1971)
- Headkeeper (1972)
- It’s Like You Never Left (1972)
- Dave Mason (1974)
- Split Coconut (1975)
- Let It Flow (1977)
- Mariposa De Oro (1978)
- Old Crest On A New Wave (1980)
- Two Hearts (1987)
- Some Assembly Required (1987)
- 26 letters – 12 notes (2008)
- Future’s Past (2014)
- Pink Lipstick (EP) (2017)
- Alone Together, Again (2020)

## Albumy koncertowe
- Dave Mason Is Alive! (1972)
- Certified Life (1976)
- 40,000 Headman Tour [Live] (razem z Jim Capaldi) (1998)
- Live at Perkins Palace (2002) nagrania z 1981
- Live at Sunrise (2002)
- Traffic Jam (2015)